# Tour du Limousin 2004
Il Tour du Limousin 2004, trentasettesima edizione della corsa, si svolse dal 17 al 20 agosto 2004 su un percorso di 705 km ripartiti in 4 tappe, con partenza da Oradour-sur-Glane e arrivo a Limoges. Fu vinto dal francese Pierrick Fédrigo della Crédit Agricole davanti allo svizzero Patrick Calcagni e al francese Franck Renier.

## Tappe
| Tappa  | Data      | Percorso                                        | km    | Vincitore di tappa | Leader cl. generale |
| ------ | --------- | ----------------------------------------------- | ----- | ------------------ | ------------------- |
| 1ª     | 17 agosto | Oradour-sur-Glane > La Souterraine              | 178   | Saulius Ruskys     | Saulius Ruskys      |
| 2ª     | 18 agosto | La Souterraine > Magnac-Bourg                   | 179,9 | Pierrick Fédrigo   | Pierrick Fédrigo    |
| 3ª     | 19 agosto | Saint-Yrieix-la-Perche > Saint-Yrieix-la-Perche | 167   | Didier Rous        | Pierrick Fédrigo    |
| 4ª     | 20 agosto | Treignac > Limoges                              | 180,2 | Cédric Vasseur     | Pierrick Fédrigo    |
| Totale | Totale    | Totale                                          | 705   |                    |                     |

## Dettagli delle tappe

### 1ª tappa
- 17 agosto: Oradour-sur-Glane > La Souterraine – 178 km

| Pos. | Corridore      | Squadra        | Tempo    |
| ---- | -------------- | -------------- | -------- |
| 1    | Saulius Ruskys | Oktos          | 4h00'23" |
| 2    | Marco Zanotti  | Vini Caldirola | s.t.     |
| 3    | Mauro Zinetti  | Vini Caldirola | s.t.     |

| Pos. | Corridore      | Squadra        | Tempo    |
| ---- | -------------- | -------------- | -------- |
| 1    | Saulius Ruskys |                | 4h00'13" |
| 2    | Marco Zanotti  | Vini Caldirola | a 4"     |
| 3    | Mauro Zinetti  | Vini Caldirola | a 6"     |

### 2ª tappa
- 18 agosto: La Souterraine > Magnac-Bourg – 179,9 km

| Pos. | Corridore        | Squadra         | Tempo    |
| ---- | ---------------- | --------------- | -------- |
| 1    | Pierrick Fédrigo | Crédit Agricole | 4h34'47" |
| 2    | Patrick Calcagni | Vini Caldirola  | a 42"    |
| 3    | Franck Renier    | Brioches La B.  | s.t.     |

| Pos. | Corridore        | Squadra         | Tempo    |
| ---- | ---------------- | --------------- | -------- |
| 1    | Pierrick Fédrigo | Crédit Agricole | 8h35'00" |
| 2    | Patrick Calcagni | Vini Caldirola  | a 46"    |
| 3    | Franck Renier    |                 | a 48"    |

### 3ª tappa
- 19 agosto: Saint-Yrieix-la-Perche > Saint-Yrieix-la-Perche – 167 km

| Pos. | Corridore       | Squadra        | Tempo    |
| ---- | --------------- | -------------- | -------- |
| 1    | Didier Rous     | Brioches La B. | 3h57'04" |
| 2    | Koldo Fernández | Euskaltel      | a 1'49"  |
| 3    | Mauro Zinetti   | Vini Caldirola | s.t.     |

| Pos. | Corridore        | Squadra         | Tempo     |
| ---- | ---------------- | --------------- | --------- |
| 1    | Pierrick Fédrigo | Crédit Agricole | 12h36'14" |
| 2    | Patrick Calcagni | Vini Caldirola  | a 46"     |
| 3    | Franck Renier    |                 | a 48"     |

### 4ª tappa
- 20 agosto: Treignac > Limoges – 180,2 km

| Pos. | Corridore       | Squadra         | Tempo    |
| ---- | --------------- | --------------- | -------- |
| 1    | Cédric Vasseur  | Cofidis         | 4h19'13" |
| 2    | Laurent Paumier | Auber '93       | a 1"     |
| 3    | Maxime Monfort  | Landbouwkrediet | s.t.     |

| Pos. | Corridore        | Squadra         | Tempo     |
| ---- | ---------------- | --------------- | --------- |
| 1    | Pierrick Fédrigo | Crédit Agricole | 16h57'11" |
| 2    | Patrick Calcagni | Vini Caldirola  | a 46"     |
| 3    | Franck Renier    | Brioches La B.  | a 48"     |

## Classifiche finali

### Classifica generale
| Pos. | Corridore               | Squadra                            | Tempo     |
| ---- | ----------------------- | ---------------------------------- | --------- |
| 1    | Pierrick Fédrigo        | Crédit Agricole                    | 16h57'11" |
| 2    | Patrick Calcagni        | Vini Caldirola-Nobili Rubinetterie | a 46"     |
| 3    | Franck Renier           | Brioches La Boulangère             | a 48"     |
| 4    | Luis Pérez Rodríguez    | Cofidis                            | a 57"     |
| 5    | Gustavo Dominguez Lemos | Relax-Bodysol                      | a 1'44"   |
| 6    | Jean-Cyril Robin        | FDJ                                | a 1'50"   |
| 7    | Geoffroy Lequatre       | Crédit Agricole                    | s.t.      |
| 8    | Maxime Monfort          | Landbouwkrediet-Colnago            | a 1'51"   |
| 9    | Nicolas Portal          | Ag2r Prévoyance                    | a 2'31"   |
| 10   | Camille Bouquet         |                                    | s.t.      |